# Mas Roca (Manlleu)
Mas Roca és una masia de Manlleu (Osona) inclosa a l'Inventari del Patrimoni Arquitectònic de Catalunya.

## Descripció
Masia de planta baixa, pis i golfes que ha quedat integrada a la trama urbana de Manlleu. Es tracta d'un conjunt format per un cos principal i diverses construccions adossades a la masia. És un exemple de masia de nova planta de principis del segles XX.
Les obertures estan emmarcades amb maó massis.